# صقر نيوزيلندا
صَقرُ نِيُوزِيلَنْدَة أو صَقرُ زِيلَنْدَة (الاسم العلمي: Falco novaeseelandiae)؛ (بالماورية: kārearea‏)؛ هو الصَّقْرُ الوحيد في نيوزيلندا. الأسماء الشَّائعة الأخرى للطيور هي (Bush Hawk) و (Sparrow Hawk). غالبًا ما يُخلطُ بينه وبين هزاز المستنقع الأكبر والأكثر شيوعًا. إنَّه أكثر الطُّيور الجَّارحة المُهدَّدة في البلاد، ولم يتبق منه سِوى نحو 3000-5000.